# Михайлівка (Глодоська сільська громада)
Миха́йлівка (стара назва — Капустине) — село в Україні, у Глодоській сільській громаді Новоукраїнського району Кіровоградської області. Населення становить 74 осіб. Орган місцевого самоврядування — Глодоська сільська рада.

## Транспорт
В селі знаходиться залізнична платформа Червоний Граніт, що робить зручним дизельне сполучення з містами Помічна, Мала Виска, Новомиргород та Сміла.

## Населення
Згідно з переписом УРСР 1989 року чисельність наявного населення села становила 98 осіб, з яких 46 чоловіків та 52 жінки.
За переписом населення України 2001 року в селі мешкали 74 особи.

### Мова
Розподіл населення за рідною мовою за даними перепису 2001 року:
| Мова       | Відсоток |
| ---------- | -------- |
| українська | 97,30 %  |
| російська  | 2,70 %   |